# Trois pièces pour piano (Magnard)
Pour les articles homonymes, voir Trois pièces.
Trois pièces pour piano est une suite de trois pièces pour piano seul d'Albéric Magnard, composée en 1887-1888. 

## Présentation
Inaugurant le catalogue du compositeur, les Trois pièces sont écrites par Magnard alors qu'il est encore étudiant au Conservatoire de Paris, en 1887 et 1888. La partition est créée par Marie Prestat à la salle Pleyel le 9 janvier 1892,, au cours d'un concert de la Société nationale de musique.

## Structure
Le cahier, d'une durée d'une dizaine de minutes environ, comprend trois mouvements :
1. Choral et Fuguette — Largo à quatre temps (noté ) en do mineur, puis Allegro moderato en do dièse majeur
2. Feuille d'album — Tendrement à 
 en la bémol majeur
3. Prélude et Fugue — Vite et gaiement à 
 en ut majeur, puis Avec vigueur à quatre temps (noté )

## Analyse
Après douze mesures largo de Choral, en harmonies d'église, la Fuguette en reprend les premières notes (la-sol-fa) en guise de sujet dans un climat similaire mais à un tempo plus élevé ; le choral réapparaît à la fin de la pièce, en « grands accords majestueux ».
La Feuille d'album présente ensuite deux versants contrastés, alternant « phrases pensives, qui modulent à la Wagner », « harmonies enjôleuses » et « motifs guillerets, sautillants, un peu incongrus ».
Enfin, s'élance un Prélude, à l'allure d'une invention à deux voix, « malsonnant en diable », et son pendant, une Fugue « quelque peu solennelle », qui reprend en contre-sujet le thème du Prélude, et comporte selon Guy Sacre un « joli épisode piano subito, où sujet et réponse s'énoncent en voix intérieures, entre de petits arpèges furtifs du soprano et de la basse ».

## Discographie
- Albéric Magnard, Sonate pour violon et piano op. 13, Trois pièces pour piano op. 1, En Dieu mon espérance, par Robert Zimansky (violon) et Christoph Keller (piano), Accord 461 760-2, 1984 — et Suite dans le style ancien op. 2 avec Katharina Weber, pour piano à quatre mains. (premier enregistrement mondial)
- Albéric Magnard, Sonate pour violoncelle et piano op. 20 — Intégrale de l’œuvre pour piano, par Alain Meunier (violoncelle) et Philippe Guilhon-Herbert (piano), Éditions Hortus, Hortus 085, 2011[9].

### Ouvrages généraux
- Harry Halbreich et François-René Tranchefort (dir.), Guide de la musique de piano et de clavecin, Paris, Fayard, coll. « Les Indispensables de la musique », 1987, 867 p. (ISBN 978-2-213-01639-9, OCLC 17967083).
- Michel Duchesneau, L'avant-garde musicale et ses sociétés à Paris de 1871 à 1939, Liège, Mardaga, 1997, 352 p. (ISBN 2-87009-634-8), p. 251-252.
- Guy Sacre, La musique pour piano : dictionnaire des compositeurs et des œuvres, vol. II (J-Z), Paris, Robert Laffont, coll. « Bouquins », 1998, 2998 p. (ISBN 978-2-221-08566-0), p. 1760-1761.

### Monographies
- Simon-Pierre Perret et Harry Halbreich, Albéric Magnard, Paris, Fayard, 2001, 642 p. (ISBN 978-2-213-60846-4)